# 건성각결막염
건성각결막염(乾性角結膜炎, Keratoconjunctivitis sicca, KCS 또는 keratitis sicca, dry eye syndrome, DES), 건성각막결막염은 안구건조증에 의해 발생되는 눈병이다. 사람과 일부 짐승에게서 볼 수 있다. 건성각결막염은 가장 흔한 눈병으로, 총 개체수 중 5~6%에 영향을 준다. 폐경 후의 여성의 경우 6~9.8%까지 늘어나며, 노년기에는 최고 34%에 이른다.

## 동물에서의 발병
건성각결막염은 짐승들 가운데 개, 고양이, 말에서 볼 수 있다.

## 같이 보기
- 안구건조증

## 참조
1. ↑  “Keratoconjunctivitis, Sicca”. 《eMedicine》. WebMD, Inc. 2010년 1월 27일. 2010년 9월 3일에 확인함.
2. ↑  Schaumberg DA, Sullivan DA, Buring JE, Dana MR (August 2003). “Prevalence of dry eye syndrome among US women”. 《Am J Ophthalmol》 136 (2): 318–26. doi:10.1016/S0002-9394(03)00218-6. PMID 12888056.
3. ↑  Lin PY, Cheng CY, Hsu WM, Tsai SY, Lin MW, Liu JH, Chou P (May 2005). “Association between symptoms and signs of dry eye among an elderly Chinese population in Taiwan: the Shihpai Eye Study”. 《Invest Ophthalmol Vis Sci》 46 (5): 1593–. doi:10.1167/iovs.04-0864. PMID 15851556.
4. 1 2  “Keratoconjunctivitis, Sicca”. 《The Merck Veterinary Manual》. Merck & Co., Inc. 2007년 3월 16일에 원본 문서에서 보존된 문서. 2006년 11월 18일에 확인함.